# Маріупольський тролейбус
Маріупо́льський троле́йбус — знищена тролейбусна система російськими окупантами. Діяла з 21 квітня 1970 року в місті Маріуполі Донецької області України. Експлуатацію тролейбусної мережі здійснювало комунальне підприємство «Маріупольське трамвайно-тролейбусне управління». Загальна довжина контактної мережі маріупольського тролейбуса становила 107,4 км.

## Історія
21 квітня 1970 року, з нагоди 100-річчя від дня народження Володимира Леніна, відкрито тролейбусний рух у Маріуполі. Це була перша тролейбусна мережа на сході України, яка обслуговувалася машинами «Škoda» чехословацького виробництва, моделі «Škoda 9Tr», які вперше поїхали за маршрутом № 1 «Драматичний театр  — Тролейбусне депо № 4», відкривши тим самим тролейбусну історію міста.
Після запуску тролейбусного руху в столиці Приазов'я запрацювало 8 тролейбусних маршрутів. Далі щорічно з'являлися нові або продовжувалися вже наявні. Тролейбусні маршрути з'єднали центр міста із заводом «Азовсталь» та Приморським районом, а пізніше — з великими житловими масивами «Металург», «Західний», «Кіровський». Трамвайні колії в Приморському районі були демонтовані, замість трамваїв до морського порту і до залізничного вокзалу почали курсувати тролейбуси.
Станом на 1975 рік у Маріуполі експлуатувалось вже 10 тролейбусних маршрутів.
У 1980-х роках прокладена тролейбусна лінія у Кальміуський район міста (маршрути № 12, 13), масиви «Західний» (№ 11, 14).
1981 року започаткований регулярний рух тролейбусів у Лівобережному районі за маршрутом № 15 від площі Визволення до управління заводу «Азовсталь».
Починаючи з грудня 1983 року до Маріуполя надійшли тролейбуси нової моделі — Škoda 14Tr. Від своїх більш старших моделей вони відрізнялися прямокутним дизайном, ніж відразу приковували погляди маріупольців та стали «візитною карткою» міста.
Впродовж 1992—1993 років у місті почали експлуатуватися тролейбуси ЗіУ-9 і ЗіУ-10. У 1994—1995 роках тролейбусне депо поповнюється українськими тролейбусами ЮМЗ Т1 та ЮМЗ Т2.
В період з 1995 і до 2001 року нові тролейбуси в місто не надходили. У цей час технічний стан тролейбусів став погіршуватися. Закінчилася одна глава історії маріупольського електричного транспорту — зникли тролейбуси Škoda 9Tr. У 2002 році на балансі тролейбусного депо залишалося всього 2 тролейбуси, які незабаром були списані.
2005 року придбання електротранспорту поновилися, проте не в тому обсязі, в якому були раніше. 2006 року до міста надійшли 5 нових тролейбусів «Trolza» (колишні — ЗіУ), у 2007 — ще 5. В цілому, за період 2005—2016 роки, до Маріуполя надійшло 19 тролейбусів. У зв'язку з тим, що на маршрути стали виходити дедалі менше машин, у 2012 році було придбано 4 нових тролейбуса БКМ-321, в період 2013—2016 років — 6 нових тролейбусів Дніпро Т103.
2016—2018 року по праву можна вважати переломними в історії маріупольського тролейбуса, адже вони відзначені кількома знаковими подіями, завдяки зусиллям міської ради, в Маріуполі дещо покращилось ситуація з оновленням рухомого складу. У 2016 році були придбані 13 вживаних тролейбусів MAN SL 172 HO з Німеччині (раніше експлуатувалися в місті Золінген). Тролейбуси пройшли капітальний ремонт у місті Дніпро, після чого надійшли до Маріуполя і вийшли на маршрути. 13 тролейбусів за рік стало для Маріупольського трамвайно-тролейбусного управління справжнім подарунком, адже за попередні 22 року МТТУ отримало лише близько 20 одиниць.
Починаючи з літа 2016 року, в місто почали надходити тролейбуси Дніпро Т103. Вони були придбані за кошти міського, обласного бюджетів та грантових коштів Європейського Союзу. Завдяки цьому, вже до вересня 2017 року загальна кількість тролейбусів Дніпро Т103 склала 11 одиниць. У грудні 2017 року виведені з експлуатації останні тролейбуси моделі Škoda 14Tr.
15 грудня 2018 року відбувся запуск нової тролейбусної лінії вулицею Купріна, а тролейбусні маршрути №  5 і 12 були подовжені від АС-2 до ТРЦ «ПортСіті».
В рамках співпраці маріупольського муніципалітету з Європейським банком реконструкції та розвитку було укладено історичну угоду про постачання до Маріуполя рекордної кількості тролейбусів — 72 одиниці. З 23 березня 2020 року 7 нових тролейбусів БКМ-321 вийшли на новий маршрут № 17, який сполучає 17-й ЖМР та мікрорайон «Східний».
У липні 2019 року була розпочата процедура придбання 72 нових тролейбусів у співпраці з ЄБРР, а також передбачена реконструкція тролейбусного депо № 4 і контактної мережі.
20 лютого 2020 року до міста надійшов перший тролейбус БКМ-321 (БКМ-Україна), 23 лютого 2020 року, пізно ввечері, прибув п'ятий з 72 нових тролейбусів БКМ-321 (БКМ-Україна). 5 березня 2020 року перша партія в кількості 12 тролейбусів БКМ-321 (БКМ-Україна) повністю доставлена в місто.
23 березня 2020 року відкритий тролейбусний маршрут № 17 «17-18-й ЖМР — Східний мікрорайон».
21 квітня 2020 року відзначено 50-річний ювілей тролейбусного руху в Маріуполі.
12 травня 2020 року відкритий тролейбусний маршрут № 7 «ДЮІ — Західний мікрорайон», який незабаром був скасований.
16 вересня 2020 року у Маріуполі відкритий новий тролейбусний маршрут № 3, що з'єднує мікрорайон «Західний» та залізничний вокзал.
1 грудня 2020 року у зв'язку з малим пасажиропотоком припинено роботу тролейбусного маршруту № 10.
30 березня 2021 року розпочав роботу новий тролейбусний маршрут № 24 від АС-2 до мікрорайону «Східний». Для його обслуговування задіяні нові тролейбуси моделі «Белкомунмаш» з функцією автономного ходу до 20 км. 11 тролейбусів з автономним ходом, які вийшли на маршрут № 24 — спільний проєкт муніципалітету з ЄБРР та IFC. Всі транспортні засоби з низькою підлогою, оснащені камерами відеоспостереження, GPS-навігацією, системою опалення, датчиками пасажиропотоку, встановлені антивандальні сидіння.
2 березня 2022 року тролейбусний рух призупинено через бойові дії з російськими окупантами. В ході боїв інфраструктура міста зазнала значних руйнувань.
У Маріуполі російські окупанти знищили весь громадський транспорт — приблизно 90 % не підлягає ремонту. На відновлення потрібні сотні мільйонів інвестицій та до трьох років робіт.

### Тролейбусний рух в окупації
23 листопада 2022 року було запущено маршрут № 2Т "ДЮІ – Драмтеатр". На маршруті працюють 2 тролейбуси АКСМ-32100D у режимі електробуса, робота маршруту здійснюється з 7:24 до 10:15, а також з 15:14 до 18:04. Було заявлено про 5 приведених у робочий стан тролейбусів з автономним ходом, а також про плани відновити 10 тролейбусів з автономним ходом, що залишилися, а також зарядні станції на кінцевих зупинках.
30 грудня 2022 року було запущено маршрути № 1Т "Селище Кіровка - Площа Визволення", № 3Т "ЖМР Західний - Підземний перехід". На маршрутах працюють по 1 та 2 тролейбуси відповідно, рух здійснюється в години пік: маршрут № 1Т працює з 7:30 до 7:55, з 17:15 до 17:40, маршрут № 3Т — з 7:22 до 8:36 , з 16:49 до 17:38.

## Маршрути

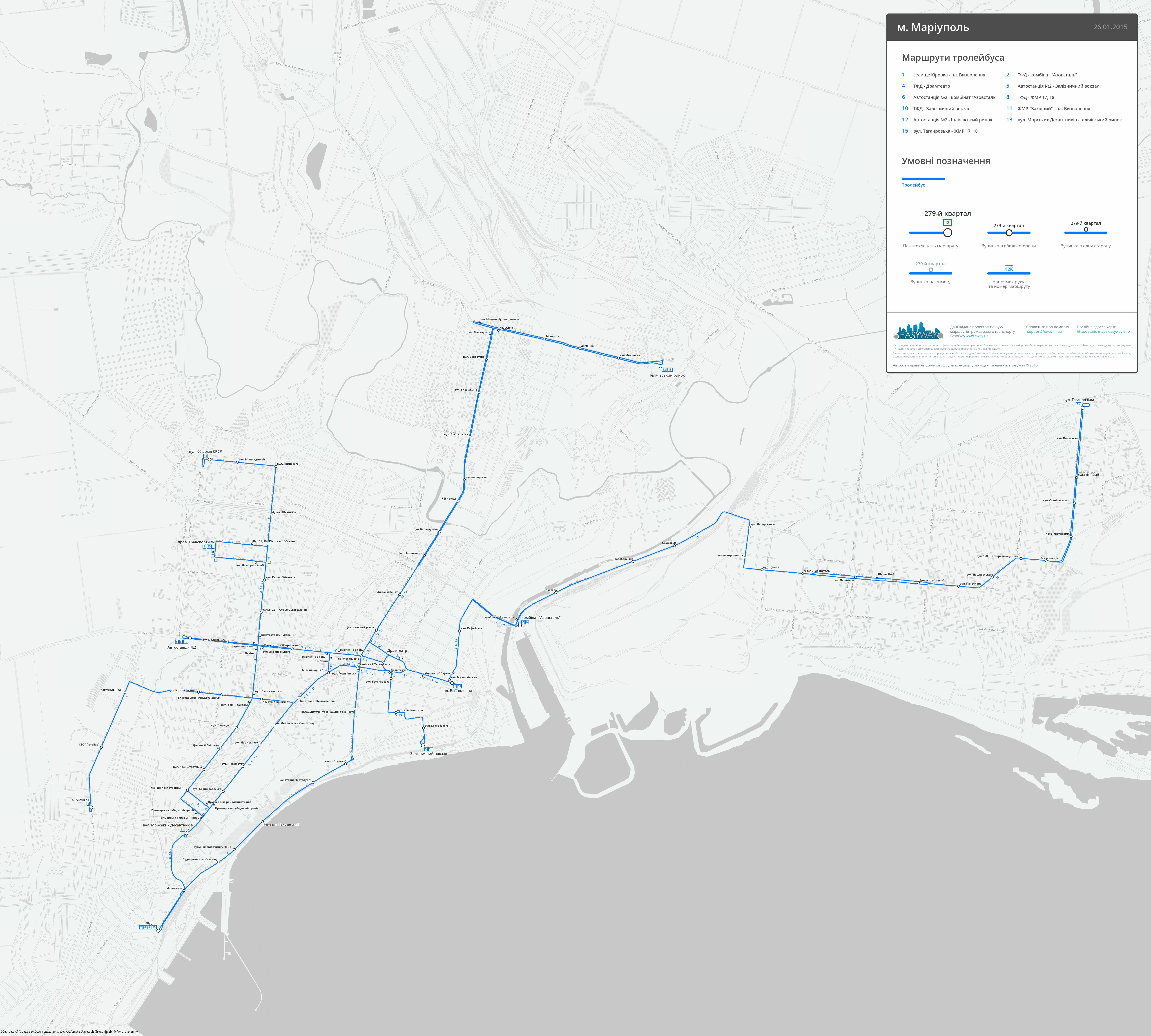
Схема тролейбусних маршрутів в місті Маріуполь

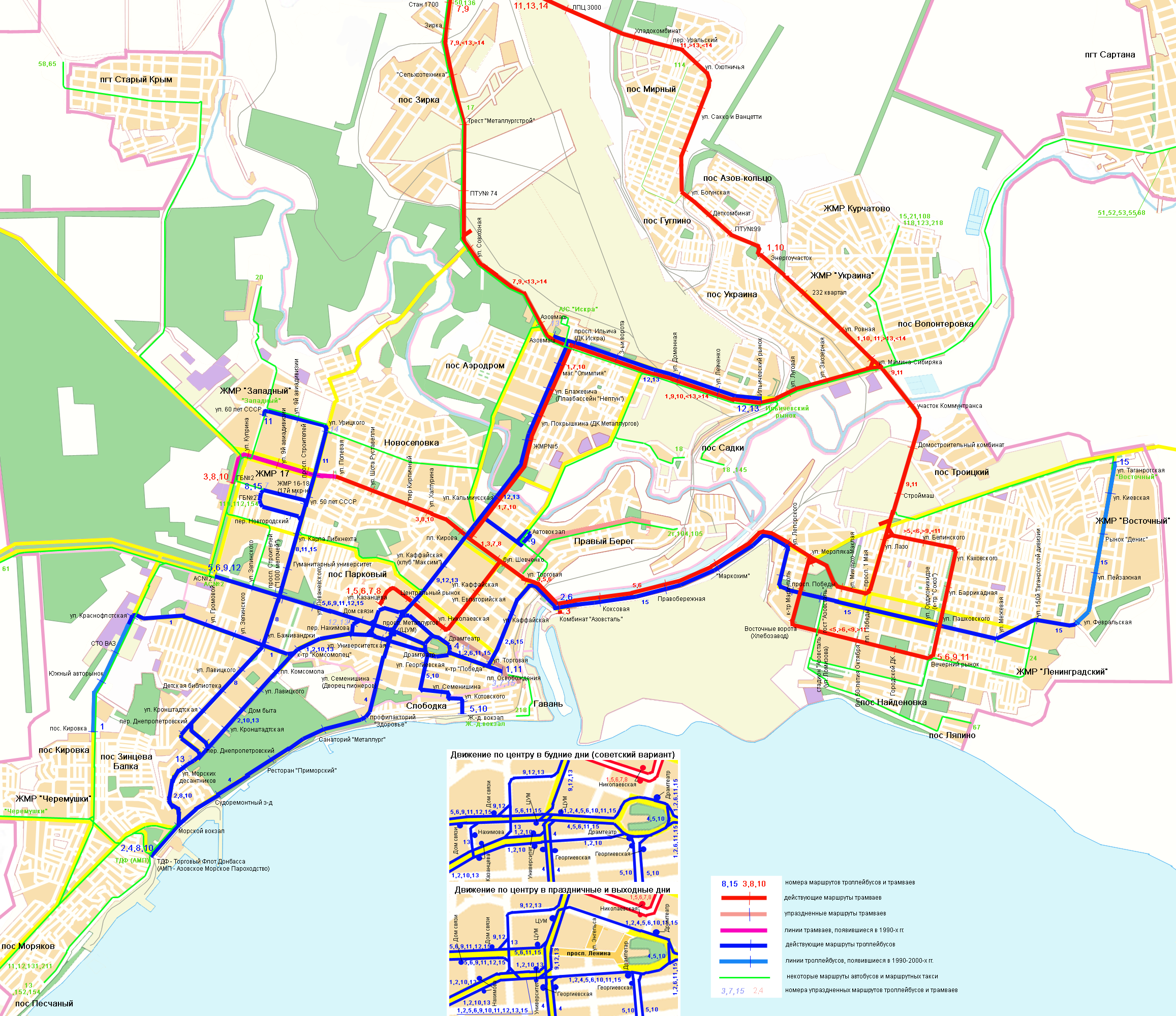
Схема маршрутів електротранспорту станом на 2006 рік (синім кольором — тролейбусні, червоним — трамвайні маршрути)

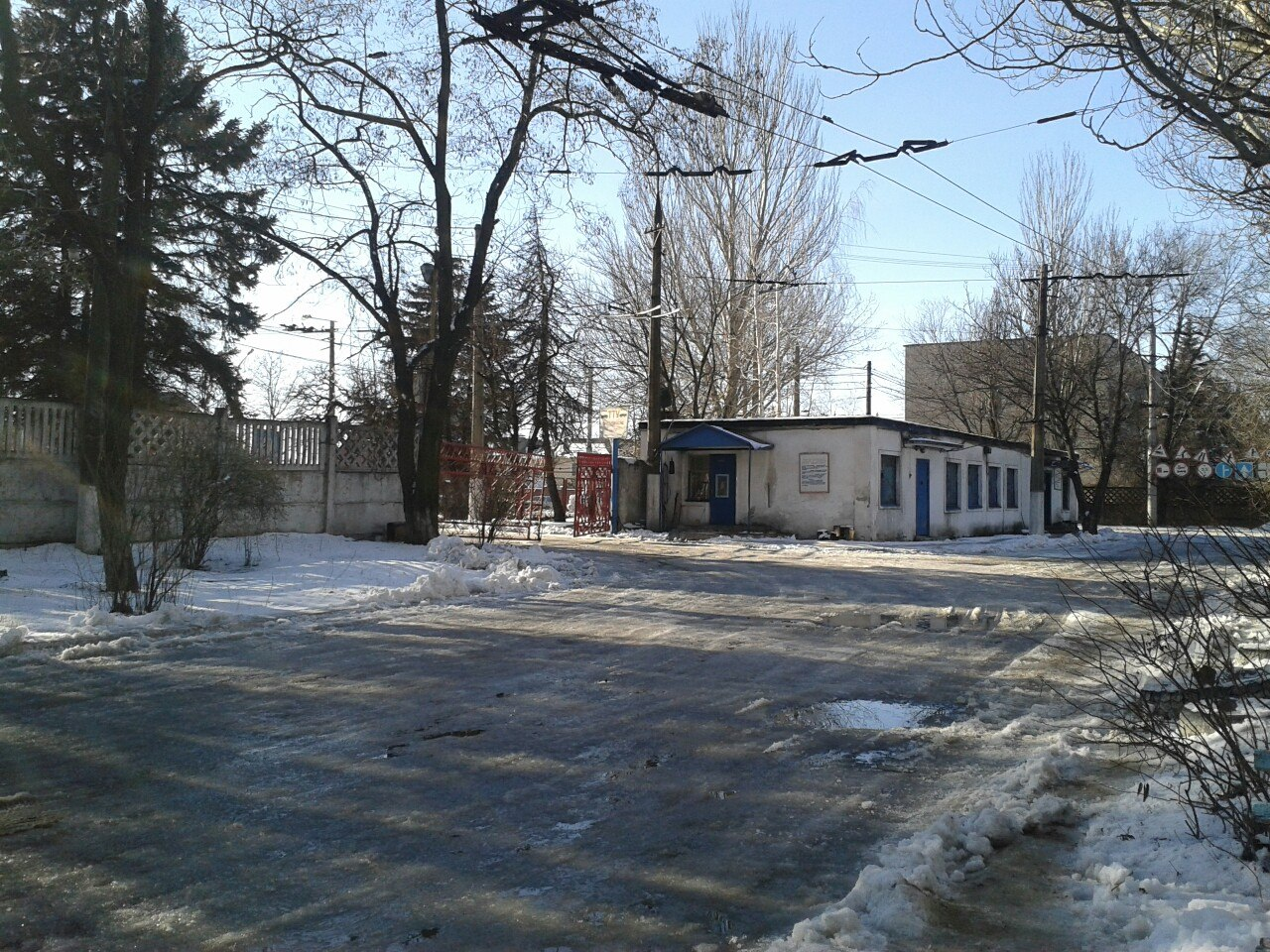
Тролейбусне депо № 4

До російського вторгнення в Україну в Маріуполі діяли 10 регулярних та 1 сезонний (маршрут № 4) тролейбусних маршрутів:
| Перелік тролейбусних маршрутів в місті Маріуполь | Перелік тролейбусних маршрутів в місті Маріуполь | Перелік тролейбусних маршрутів в місті Маріуполь | Перелік тролейбусних маршрутів в місті Маріуполь |
| №                                                | Маршрут руху | Довжина маршруту, км                             | Примітки |
| ------------------------------------------------ | --- | ------------------------------------------------ | --- |
| 1                                                | Селище Кіровка — вул. Бахчіванджі — просп. Нахімова — вул. Університетська — просп. Миру — Площа Визволення | 7,2                                              | З 11 лютого 2019 року відновлена робота маршруту за зміненою схемою. Маршрут працював в години пік і обслуговував 1 тролейбус, який здійснював 4 рейси на день. З 1 лютого 2020 року, на прохання мешканців селища Кіровка, відновлена робота маршруту за попередньою схемою (без заїзду до ДЮІ). |
| 2                                                | Донецький юридичний інститут — просп. Адмірала Луніна — просп. Нахімова — вул. Університетська (зворотно — просп. Металургів) — просп. Миру — вул. Торгова - Комбінат «Азовсталь» — вул. Набережна — вул. Лепорського — просп. Перемоги — вул. Олімпійська — Східний мікрорайон | 20,95                                            | З 29 жовтня 2018 року маршрут подовжено до ЖМР «Східний» |
| 3                                                | Залізничний вокзал — вул. Вокзальна — вул. Семенишина — вул. А. Куїнджі — Драмтеатр — просп. Миру — просп. Будівельників — вул. Пилипа Орлика — Західний мікрорайон | 7,97                                             | Відкрито 16 вересня 2020. З 2022 року курсує за маршрутом: "ЖМР Західний - Підземний перехід". |
| 4                                                | Площа Визволення — Драмтеатр — просп. Миру — просп. Металургів — Приморський бульв. — просп. Адмірала Луніна — Донецький юридичний інститут | 6,1                                              | З 23 червня 2020 року подовжено маршрут до площі Визволення. З 1 травня 2021 року відновлена робота маршруту у вихідні та святкові дні. Скасовано через російську агресію. |
| 4А                                               | Площа Визволення — Драмтеатр — просп. Миру — просп. Нахімова — просп. Адмірала Луніна — Донецький юридичний інститут (назад — просп. Адмірала Луніна — Приморський бульв. — просп. Металургів — вул. Соборна) | 5,77                                             | Призначався на літній період. Скасовано через російську агресію. |
| 5                                                | ТРЦ «ПортСіті» — вул. Купріна — Автостанція № 2 — просп. Миру — вул. А. Куїнджі — вул. Семенишина — вул. Вокзальна — Залізничний вокзал | 7,45                                             | З 15.12.2018 подовжений маршрут по вул. Купріна до ТРЦ «ПортСіті». Тимчасово не працював на період карантину. Скасовано через російську агресію. |
| 6                                                | Автостанція № 2 — просп. Миру — вул. Торгова — Комбінат «Азовсталь» | 6,15                                             | Скасовано з 15.02.2017 |
| 7                                                | Донецький юридичний інститут — просп. Адмірала Луніна — просп. Нахімова — пров. Дніпровський (назад — пров. Чорноморський) — просп. Будівельників — вул. Пилипа Орлика — вул. Михайла Грушевського — ЖМР «Західний» | 8,83                                             | Відкрито 12 травня 2020 року. Скасовано через російську агресію. |
| 7                                                | Площа Визволення — просп. Миру — просп. Будівельників — Троїцька вул. (назад — вул. Матросова) — 17-й ЖМР | 5,5                                              | Скасовано |
| 8                                                | 17-й — 18-й ЖМР — вул. Матросова (назад — Троїцька вул.) — просп. Будівельників — пров. Чорноморський (назад — пров. Дніпровський) — просп. Нахімова — просп. Адмірала Луніна — Донецький юридичний інститут | 7,57                                             | Скасовано через російську агресію. |
| 9                                                | Автовокзал — просп. Металургів — Приморський бульвар — Донецький юридичний інститут | 8                                                | Призначався на літній період 2018 року по вихідним дням. До 14.02.2017 прямував до Автостанції № 2. Скасовано через російську агресію. |
| 10                                               | Донецький юридичний інститут — просп. Адмірала Луніна — просп. Нахімова — вул. Університетська (назад — просп. Металургів) — просп. Миру — вул. А. Куїнджі — вул. Вокзальна — Залізничний вокзал | 7,8                                              | Скасовано з 1 грудня 2020 року через низький пасажиропотік |
| 11                                               | Залізничний вокзал — просп. Миру — просп. Будівельників — вул. Пилипа Орлика — вул. Михайла Грушевського (17-й — 18-й ЖМР) | 7,6                                              | Маршрут змінено з 14.02.2017 до Залізничного вокзалу замість площі Визволення. Скасовано через російську агресію. |
| 12                                               | ТРЦ «ПортСіті» — вул. Купріна — Автостанція № 2 — просп. Миру — просп. Металургів — Нікопольський просп. — Кальміуський ринок | 12,85                                            | З 15.12.2018 маршрут подовжено по вул. Купріна до ТРЦ «ПортСіті». Скасовано через російську агресію. |
| 13                                               | Донецький юридичний інститут — вул. Морських Десантників — просп. Нахімова — просп. Металургів — Нікопольський просп. — Кальміуський ринок | 13,61                                            | Скасовано через російську агресію. |
| 14                                               | пл. Визволення — просп. Миру — просп. Будівельників — вул. Пилипа Орлика | 5,7                                              | Скасовано |
| 15                                               | Західний мікрорайон — просп. Будівельників — вул. Пилипа Орлика - просп. Миру — вул. Торгова — комбінат «Азовсталь» — вул. Набережна — вул. Лепорського — просп. Перемоги — вул. Олімпійська — Східний мікрорайон | 20,75                                            | Маршрут змінено з 15.02.2017. Скасовано через російську агресію. |
| 17                                               | 17-й — 18-й ЖМР — вул. Матросова (назад — Троїцька вул.) — просп. Будівельників — просп. Миру — вул. Торгова — комбінат «Азовсталь» — вул. Набережна — вул. Лепорського — просп. Перемоги — вул. Олімпійська — Східний мікрорайон | 19,42                                            | Відкрито 23 березня 2020 року. Скасовано через російську агресію. |
| 24                                               | Автостанція № 2 — просп. Миру — просп. Металургів — Успенська вул. — вул. Торгова — Пост-міст — комбінат «Азовсталь» — вул. Набережна — вул. Лепорського — просп. Перемоги — вул. Гугеля — Азовстальська вул. — Морський бульвар — вул. Українського козацтва — Азовстальська вул. — просп. Свободи — вул. 130-ї Таганрозької дивізії — вул. Олімпійська — вул. Станіславського — вул. Київська — Східний мікрорайон | 21,46                                            | Відкрито 30 березня 2021 року. Скасовано через російську агресію. |

10 лютого 2022 року у Маріуполі запущено офіційний додаток для смартфонів, у якому можна побачити рух комунального транспорту в реальному часі.

## Рухомий склад
Станом на 30 липня 2020 року на балансі тролейбусного депо перебуває 89 машин.
28 липня 2020 року був останній день експлуатації двох типів тролейбусів MAN SL 172 HO (№ 1309) та ЮМЗ Т2 (№ 1821).
Станом на 1 травня 2021 року на балансі тролейбусного депо № 4 перебуває 104 машини, з яких експлуатуються лише тролейбуси моделі БКМ-321, АКСМ 321 (БКМ-Україна) та Дніпро Т103, решта тролейбусів виведені з експлуатації на міських маршрутах.
| Діючий рухомий склад                       |         |           |                             |
| Модель                                     | Фото    | Кількість | Роки початку експлуатації   |
| БКМ-321 АКСМ 321 (БКМ-Україна)             |         | 76        | з 2012, 2020                |
| Дніпро Т103                                |         | 13        | з листопада 2013            |
| Рухомий склад, що виведений з експлуатації |         |           |                             |
| МТБ-82                                     |         | 13        | 1969—1975                   |
| Škoda 9Tr                                  |         | 212       | 1969—2013                   |
| Škoda 14Tr                                 |         | 76        | 1983—2016                   |
| ЗіУ-683                                    |         | 10        | 1992—2012                   |
| TROLZA 6205                                |         | 3         | 1993—2012                   |
| ЮМЗ-Т1                                     |         | 2         | 1993—2013                   |
| ЮМЗ Т2                                     |         | 21        | 2001—2020                   |
| MAN SL 172 HO                              |         | 13        | Березень 2016 — липень 2020 |
| ЗіУ-682Г-016.02                            |         | 5         | 2006—2019                   |
| ЗіУ-682Г-016.03                            |         | 4         | 2006—2019                   |
|                                            | Всього: | 360       |                             |

Тролейбусне депо планується реконструювати впродовж 2021—2022 років. Вартість реалізації проєкту складає 6,4 млн євро.

## Вартість проїзду

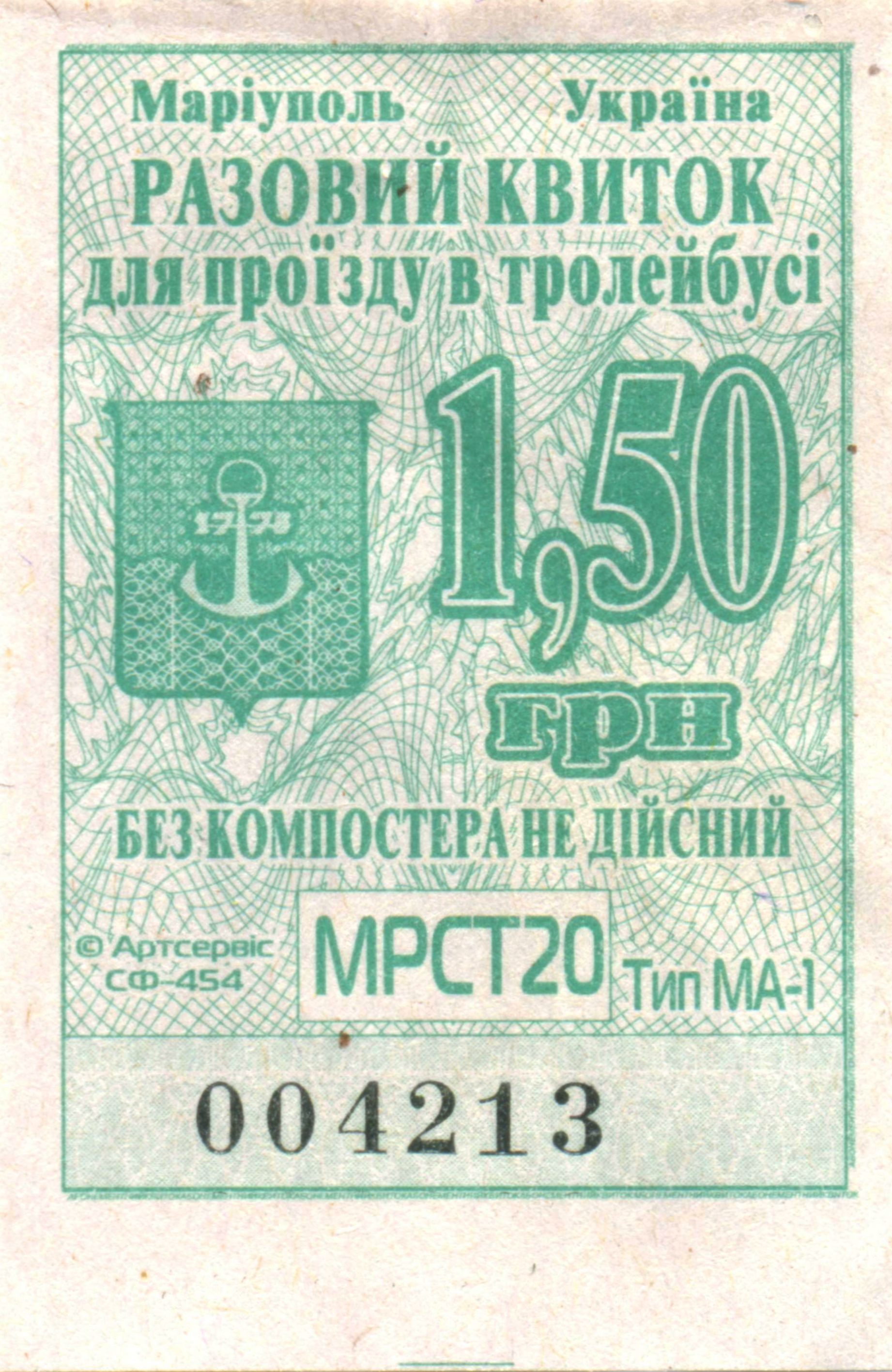
Тролейбусний квиток (2015)

Існують місячні абонементи на проїзд (учнівські, студентські, громадські, службові), а також комбінований (трамвай, тролейбус).
| Динаміка вартості проїзду | Динаміка вартості проїзду | Динаміка вартості проїзду |
| Дата встановлення тарифу  | Вартість проїзду, ₴       | Примітки                  |
| ------------------------- | ------------------------- | ------------------------- |
| До липня 2001             | 0,30                      |                           |
| З липня 2001              | 0,40                      |                           |
| 2006—2008                 | 0,50                      |                           |
| 1 серпня 2008             | 0,75                      |                           |
| 1 березня 2009            | 1,00                      |                           |
| 1 лютого 2013             | 1,25                      | [ 27 ]                    |
| 1 липня 2013              | 1,50                      |                           |
| 1 травня 2016             | 2,00                      |                           |
| 1 квітня 2017             | 3,50                      | [ 28 ] [ 29 ] [ 30 ]      |
| 1 серпня 2017             | 4,00                      | [ 31 ] [ 32 ]             |
| 27 жовтня 2018            | 5,00                      | [ 33 ]                    |
| 1 березня 2019            | 7,00                      | [ 34 ]                    |
| 1 серпня 2021             | 10,00                     | [ 35 ]                    |

У 2017 році, спільно з ПриватБанком реалізований проект оплати проїзду в комунальному транспорті по QR-коду через додаток «Приват24», з'явилася можливість безготівкової оплати проїзду.

## Галерея

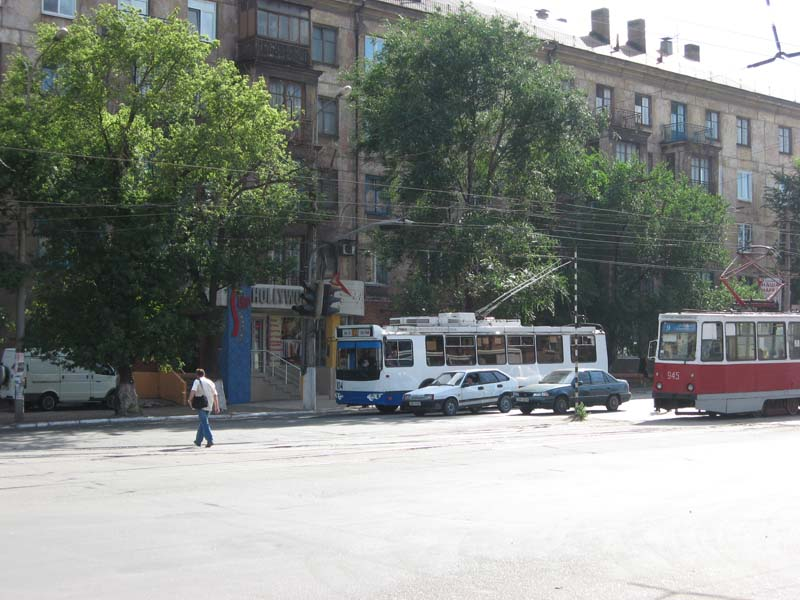
ЗіУ-682Г-016.03